# Amundsgrund
Amundsgrund är ett kommunalt naturreservat som omfattar en ö med samma namn i Västerås kommun i Västmanlands län.
Området är naturskyddat sedan 1959 och är 1 hektar stort. Reservatet/ön består av träd som klibbal, skogsalm och lärk.